# Back to the Rhythm
Back to the Rhythm è il decimo album in studio del gruppo musicale statunitense Great White, pubblicato nel luglio del 2007 dalla Frontiers Records. Si tratta del primo album di inediti del gruppo dopo otto anni. È stato registrato in soli 24 giorni a Beaumon, in California, nel marzo del 2007.
Il cantante Jack Russell ha definito l'album di ritorno del gruppo «un lavoro veramente eclettico, come lo era stato l'ultimo, un riassunto di tutta la sfera musicale proposta dai Great White durante la loro carriera».

## Tracce
1. Back to the Rhythm – 4:14 (Michael Lardie, Jack Russell, Jack Blades)
2. Here Goes My Head Again – 4:30 (Lardie, Russell, Blades)
3. Take Me Down – 4:32 (Lardie, Russell, Mark Kendall, Audie Desbrow, Sean McNabb)
4. Play On  – 3:54 (Kendall, Russell, Blades, McNabb)
5. Was It the Night? – 5:20 (Lardie, Russell)
6. I'm Alive – 5:22 (Kendall, Russell)
7. Still Hungry – 5:02 (Kendall, Russell)
8. Standin' on the Edge – 4:06 (Lardie, Russell)
9. How Far Is Heaven? – 4:51 (Russell, Lardie)
10. Neighborhood – 4:32 (Lardie, Russell, Blades)
11. Cold World – 5:12 (Kendall, Russell)
12. Just Yesterday – 4:40 (Kendall, Lardie, Russell)

Tracce bonus
Le seguenti canzoni sostituiscono Cold World
- 30 Days in the Hole (cover degli Humble Pie) – 3:53 (Steve Marriott) – solo nell'edizione britannica
- Caledonia (cover di Robin Trower) – 3:49 (Jim Dewar, Robin Trower) – solo nell'edizione giapponese

## Formazione
- Jack Russell – voce
- Mark Kendall – chitarre, cori
- Michael Lardie – chitarre, tastiere, percussioni, armonica, produzione
- Sean McNabb – basso, cori
- Audie Desbrow – batteria, percussioni